# Dallia (slak)
Dallia is een geslacht van weekdieren uit de klasse van de Gastropoda (slakken).